# Кастильоне Фалето
Кастильо̀не Фалѐто (на италиански: Castiglione Falletto; на пиемонтски: Castion Faleto, Кастийон Фалето) е село и община в Северна Италия, провинция Кунео, регион Пиемонт. Разположено е на 350 m надморска височина. Населението на общината е 719 души (към 2010 г.).